# Камила (име)
Камила је женско име, које се користи у многим језицима. Име води порекло од латинског мушког имена Камил (лат:Kamill). Значење имена је двојако: племенитог рода, служила код посвећених.

## Имендани
- 3. март.
- 10. март.
- 18. мај.
- 18. јули.
- 27. јули.
- 29. август.
- 28. децембар.

## Варијације
- (мађ. Kamilla)
- Милка - Milka, имендан: 18. јули.
- Мила - Milla, имендан: 18. јули.
-,имендан: 14. јул